# Sikhorilafau
Sikhorilafau is een bestuurslaag in het regentschap Nias Selatan van de provincie Noord-Sumatra, Indonesië. Sikhorilafau telt 588 inwoners (volkstelling 2010).